# Ananuri
Ananuri (georgisch ანანური) ist eine Burg in Georgien, in der Nähe des gleichnamigen Dorfes in der Munizipalität Duscheti, Region Mzcheta-Mtianeti, an der Georgischen Heerstraße. Sie stammt aus dem Übergang vom Spätmittelalter zur Frühen Neuzeit, ihre ältesten Teile werden ins 13. Jahrhundert datiert.  
Die zur Festung entwickelte Burg liegt oberhalb des Schinwali-Stausees (auch Jinvali oder Shinvali übersetzt), etwa 60 km von Tiflis entfernt, am Ufer des Flusses Aragwi. 
Der Komplex umfasst religiöse, weltliche und militärische Gebäude. In der Burg befindet sich ein georgisches orthodoxes Kloster. Die Burg hat zwei große Kirchen: die ältere kleinere Erlöserkirche und die 1689 erbaute große Entschlafung-der-Gottesgebärerin-Kirche, die sich durch einen reichen Reliefschmuck an den Außenwänden und Fresken im Innern auszeichnet. 
Die mächtige zinnenbewehrte Ringmauer ist durch einen quadratischen Bergfried (Scheupowari genannt) in der Mauer und mehrere weitere Ecktürme verstärkt und noch in gutem Zustand. Der dem See zugewandte kleinere Teil ist ruinös und hat einen zentralen, aber kleineren runden Bergfried mit sechseckiger spitzer Haube.
Ananuri war Residenz der Fürsten von Aragwi (Herzöge), georgisch Eristawi (ერისთავი).
Vor der Anlage ist ein großer Platz, der als Autostop und von Markthändlern genutzt wird. Im Stausee befindet sich unterhalb der Festung eine Brücke, die bei niedrigem Wasserstand sichtbar wird. Sie ist Teil der Georgischen Heerstraße, die früher im Bereich des Stausees verlief, jetzt aber eine neue und höher gelegeneTrasse hat.

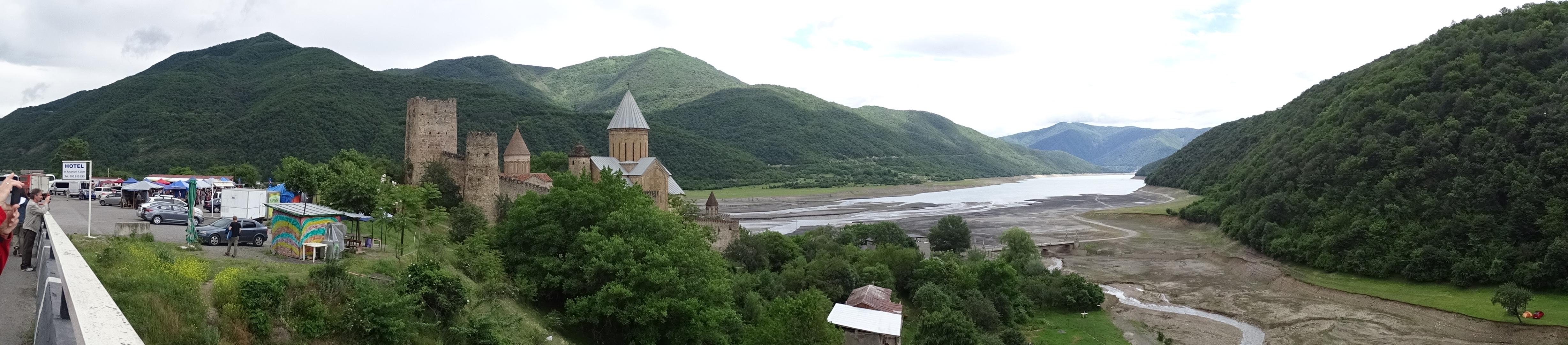
Panorama von Ananuri

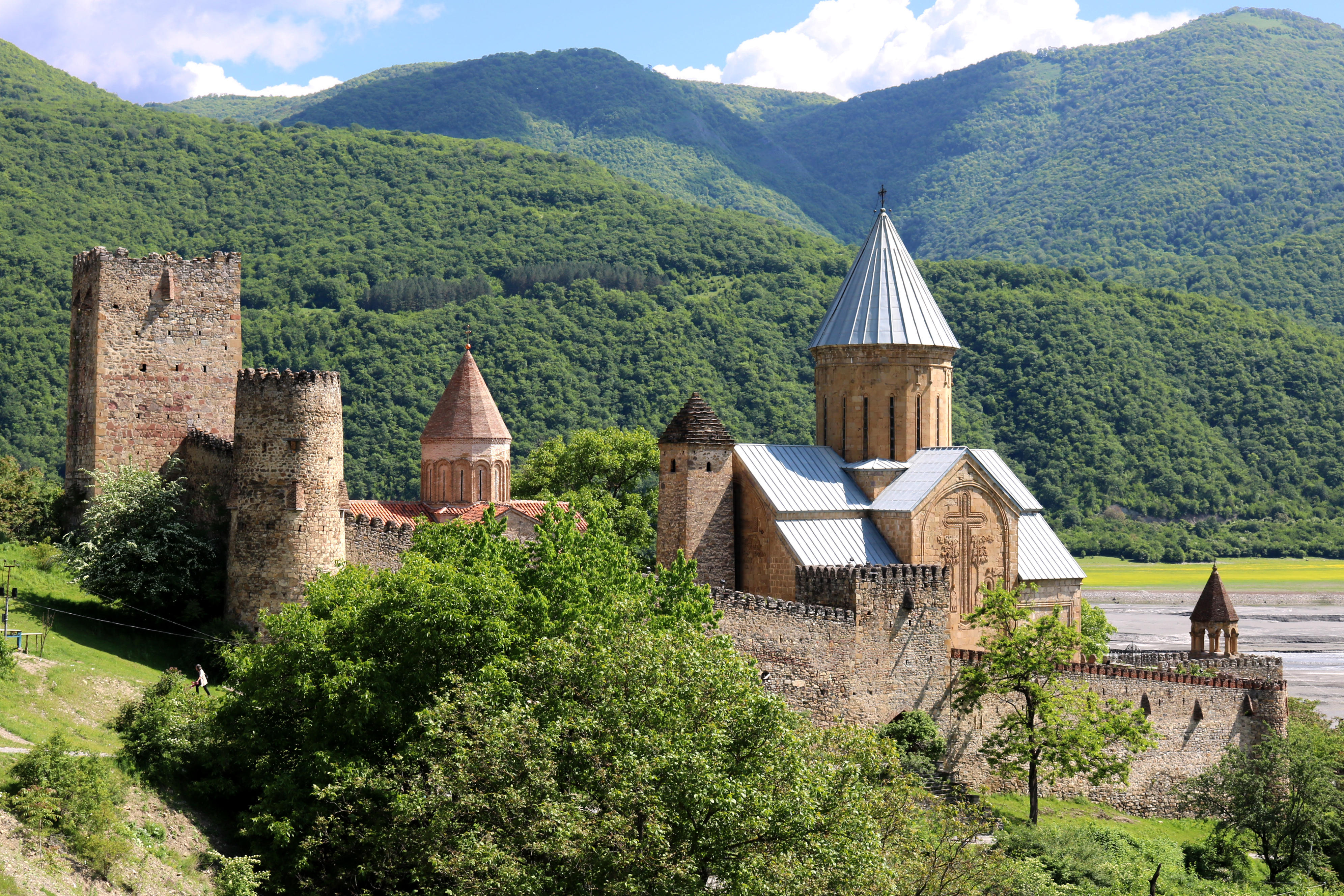
Ananuri Festung
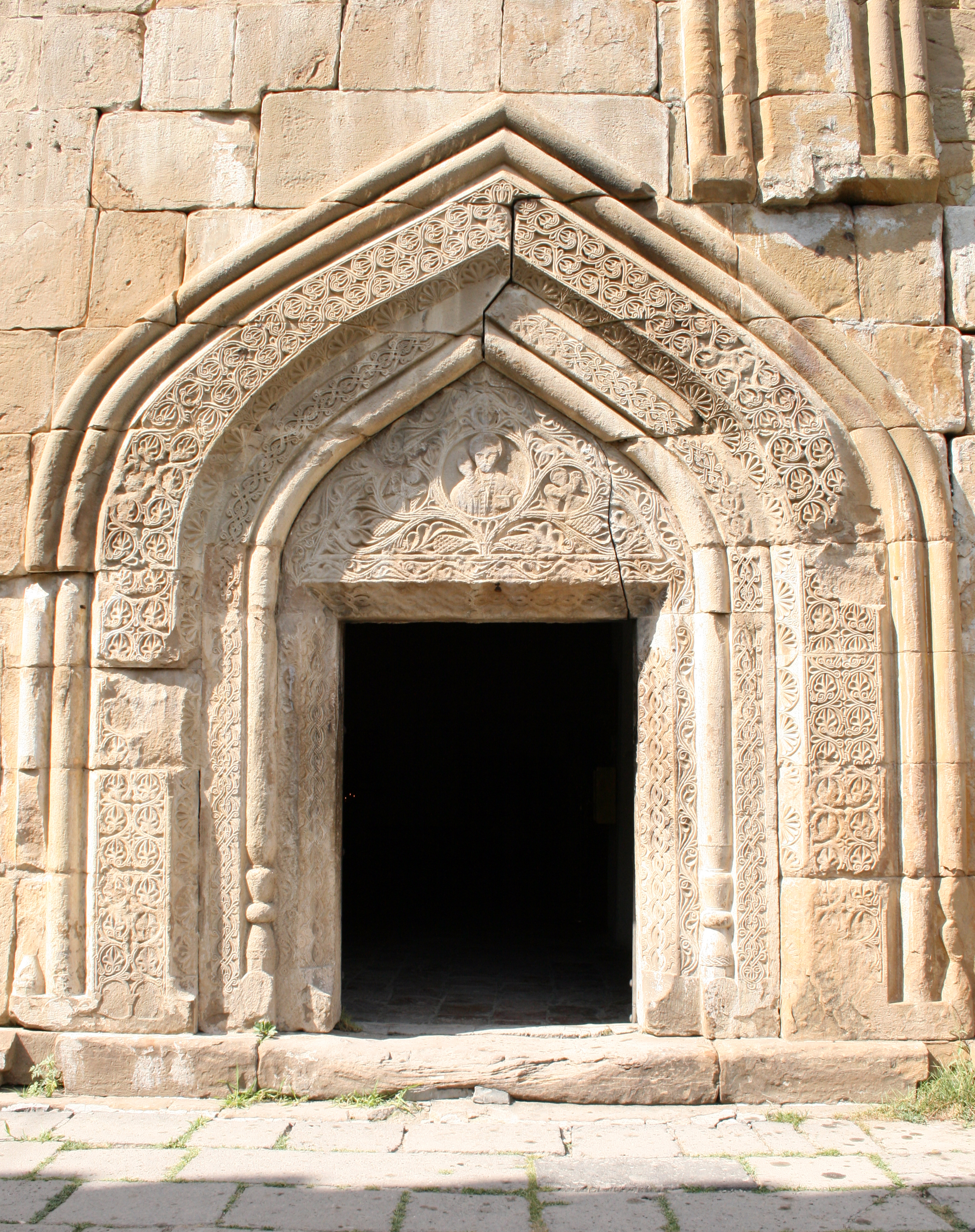
Portal der Hauptkirche von Ananuri
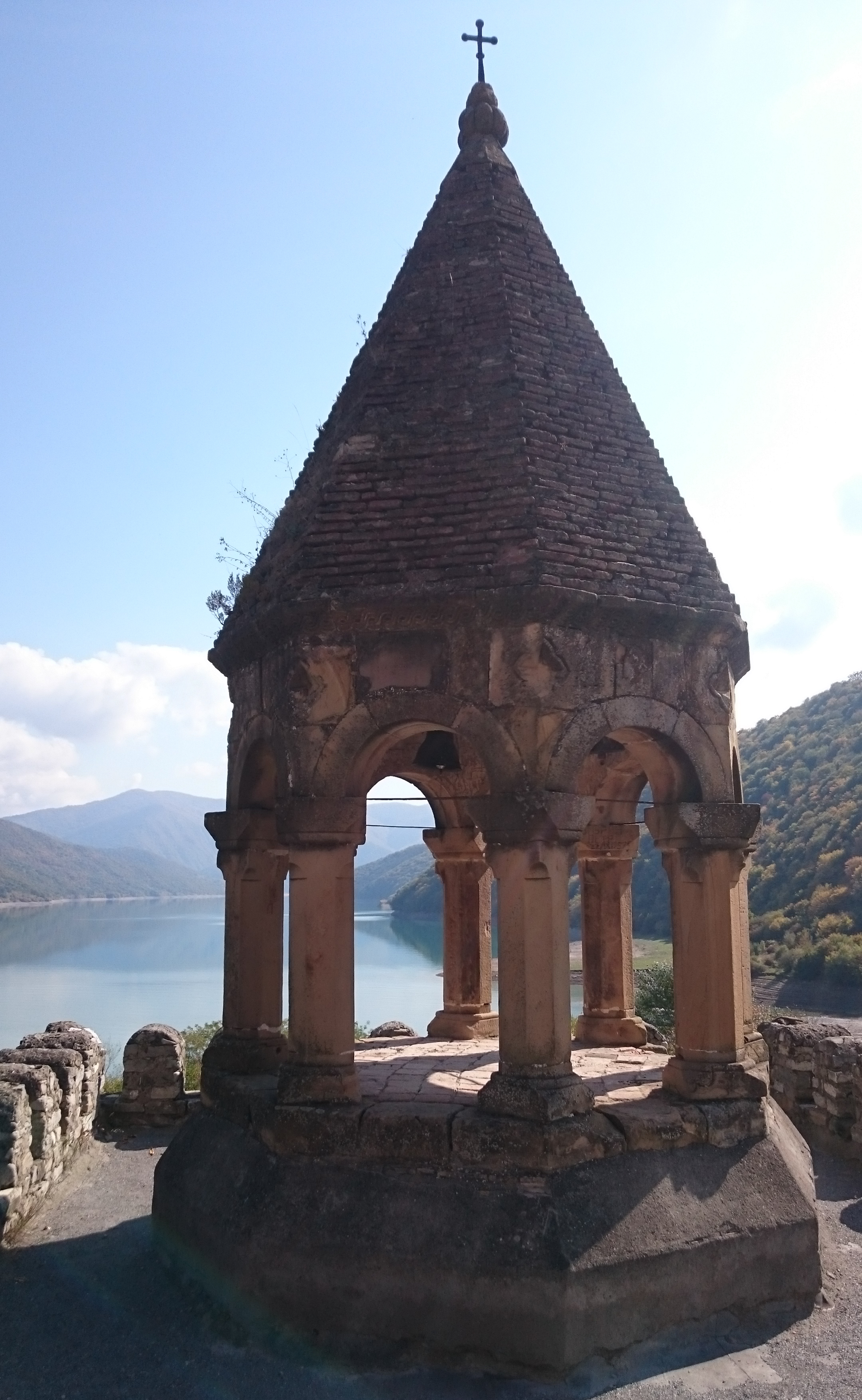
Turm am Rande der Festung
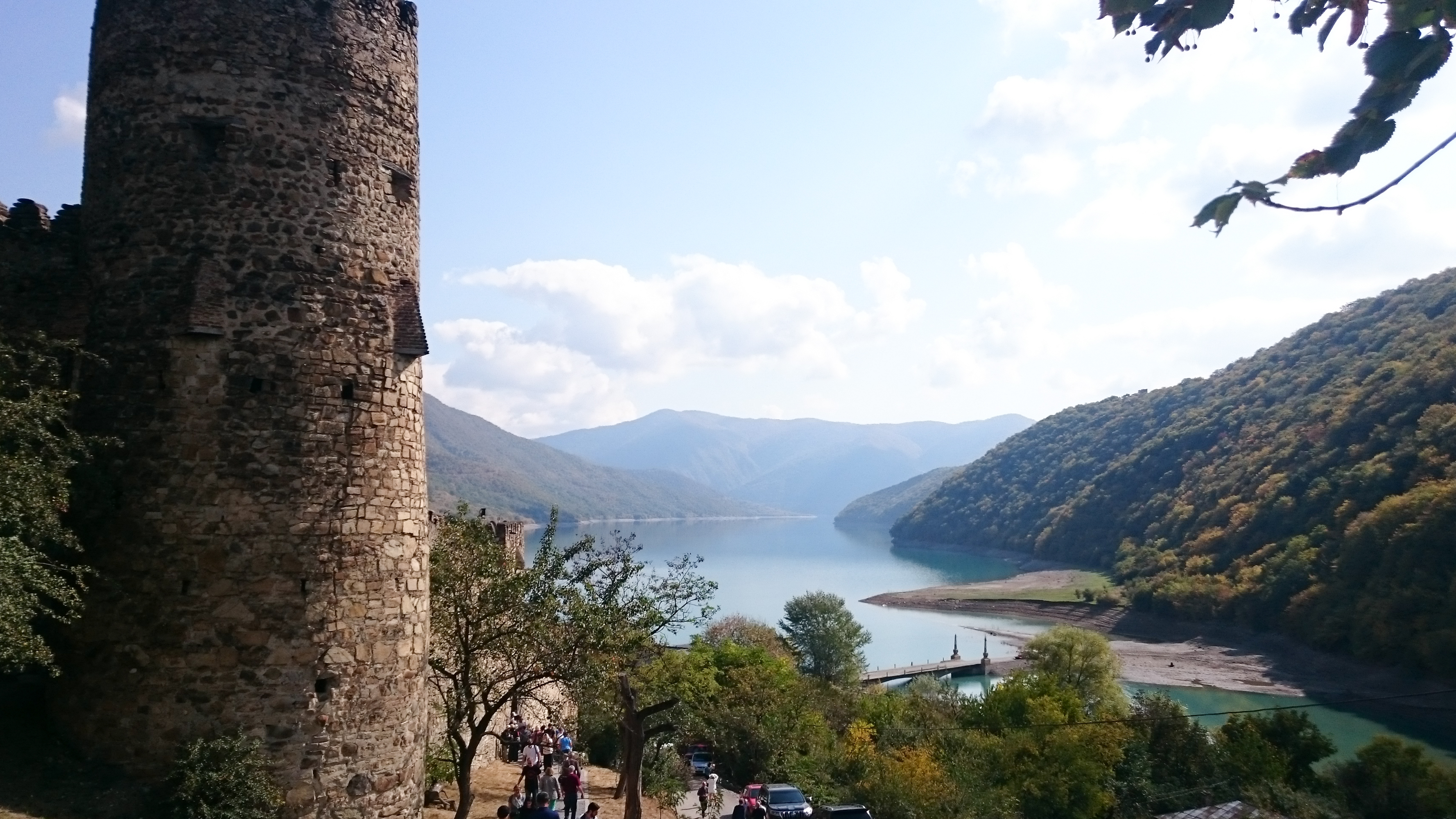
Aussicht auf Stausee Schinvali